# Bitka na rijeci Arar
Bitka na rijaci Arar bila je jedna od prvih bitaka Galskih ratova. Završila je taktičkom pobjedom Rimljana.

## Uvod u rat
58. godine prije Krista, jedno od većih plemena Galije - Helvećani, krenulo je u opću selidbu. Da bi ostvarili svoje nakane, trebali su proći preko teritorija Rimske Republike. Kada je Cezar, gubernator Cisalpinske Galije, rimske provincije preko koje se spomenuta selidba trebala sprovesti, bio obaviješten o njihovim namjerama, mobilizirao je pet legija i krenuo u područja potencijalno zahvaćeno migracijom. Spomenuto pleme smatrao je neprijateljski raspoloženim prema Rimljanima, te u Commentari de bello Gallico navodi neke ranije primjere nasilja prema rimskim građanima. Jednom kada je stigao kod Ženeve, ondje je dao srušiti most preko obližnje rijeke. Uskoro su se pred njim pojavili Helvećani, koji su poslali svoje najistaknutije građane želeći ispregovarati prolazak. Ovaj je pak nakon manjeg nećkanja (a zapravo se želeći bolje pripremiti), odbio dozvoliti prolazak. Revoltirani Helvećani tada su probali provaliti na silu, ali su bili odbijeni od strane legionara koji su dok se Cezar nećkao napravili ogroman nasip kako bi lakše zaustavili navalu barbara. 
Helvećani su tada alternativni put tražili preko teritorija Heduanaca, koji su bili prijateljsko pleme Rima. Prema Cezaru, Heduanci su uskoro počeli slati emisare, žaleći se da im Helvećeni pali polja i tražili Cezara pomoć. Nakon njih, isto su žalili i Rodani i Alobrožani. 

### Bitka
Kad su Helvećani stigli do rijeke Arar (današnja Saône), koja je tekla na granici između heduanskog i sekvanskog teritorija, započeli su prelazak koristeći se splavovima i povezanim čamcima. Kad je Cezar primio obavijest da su tri četvrtine Helvećana već prešle rijeku, kasno po noći izveo je tri legije iz tabora. Napao je iznenađenu helvećansku grupu koja još nije uspjela prijeći preko rijeke i pobio veliki dio njih. Ostatak desetkovanih Helvećana razbježao se po okolnim šumama. 

## Epilog
Nakon što im je nanio poraz na rijeci, Cezar je dao sagraditi svoj most preko rijeke, koji je bio gotov za jedan dan da bi potom prešao s vojskom na drugu stranu. Helvećani su bili zatečeni jer je njima trebalo puno duže za prelazak, pa su ponovno poslali izaslanike da pregovaraju s Cezarom. Budući da su obje strane držale tvrde stavove, pregovori su brzo propali a Helvećani su nastavili dalje svojim smjerom. Cezar, uvrijeđen načinom na koji su se Helvećani postavili u pregovora i odlučan u namjeri da ih kazni, poslao je dio vojske naprijed da ih goni i napada. Događaji koji su se dalje odvijali, kulminirali su Bitkom kod Bibrakta.